# Lonely Day
"Lonely Day" é uma canção da banda System of a Down lançada em março de 2006 do álbum Hypnotize. Foi também o segundo single deste álbum, e recebeu uma indicação para a categoria "melhor performance de hard rock" no 49º Grammy Awards. A letra fala sobre solidão. Possui um ritmo melancólico no verso e um refrão pesado.

## Lista de faixas

### Single
| N.º | Título       | Compositor(es) | Duração |  |
| 1.  | "Lonely Day" | D. Malakian    | 2:47    |  |

### Maxi single
| N.º | Título                                    | Compositor(es)                                                                            | Duração |  |
| 1.  | "Lonely Day"                              | Daron Malakian                                                                            | 2:48    |  |
| 2.  | "Shame" (cover de Wu-Tang Clan feat. RZA) | Ghostface Killah, GZA, U-God, Inspectah Deck, Ol' Dirty Bastard, RZA, Method Man, Raekwon | 2:41    |  |
| 3.  | "Snowblind" (cover de Black Sabbath)      | Ozzy Osbourne, Tony Iommi, Geezer Butler, Bill Ward                                       | 4:40    |  |
| 4.  | "Metro" (cover de Berlin)                 | John Crawford                                                                             | 2:59    |  |
| 5.  | "Marmalade"                               | Serj Tankian (letra), Malakian (música)                                                   | 3:01    |  |
| 6.  | "Lonely Day" (video CD extra)             |                                                                                           | 2:57    |  |

## Créditos
System of a Down é:
- Daron Malakian - vocal, guitarra
- Serj Tankian - vocal, teclado
- Shavo Odadjian - baixo
- John Dolmayan - bateria

Serj aparece somente como backing vocal em parte da música."
- RZA do Wu-Tang Clan — participação no vocal em "Shame"